# Марли, Скип
Скип Марли Минто (англ. Skip Marley Minto; род. 4 июня 1996 Кингстон) — ямайский композитор и певец. Является внуком Боба и Риты Марли. Сын Седеллы Марли.

## Биография и карьера
Скип родился в Кингстоне, Ямайка, в семье Седеллы Марли (род. 1967) и Дэвида Минто. Вырос в Майами. Умеет играть на фортепиано, барабанах, гитаре и басс-инструментах, на которых самостоятельно обучался.
В 2015 году выпустил синглы «Cry to Me» и «Life» под лейблом Tuff Gong. Присоединился к туру «Catch a Fire» с дядями Дамианом и Стивеном.
В 2016 году снялся в рекламе Gap 1969 Denim.
В начале 2017 году подписал контракт с Island Records и выпустил сингл «Lions», использованный в рекламе Pepsi. Соавтор песни Кэти Перри «Chained to the Rhythm». Выпустил сингл «Calm Down» в 2017 и дебютный мини-альбом «Higher Place» в 2020 году.

## Дискография

### EP
- Higher Place (2020)

### Синглы
- «Cry to Me»
- «Life»
- «Lions»
- «Calm Down»
- «Refugee»
- «Cruel World»
- «That’s Not True»
- «Enemy»
- «Slow Down»
- «No Love»
- «Make Me Feel»
- «Jane»